# Félix Adriano
Pour les articles homonymes, voir Adriano.
Félix Adriano, né le 6 mars 1920, à Monforte d'Alba en Italie, et mort le 28 mars 2014, à Québec au Canada, est un ancien coureur cycliste, né italien puis naturalisé français. 

## Biographie
Félix Adriano naît le 6 mars 1920, à Monforte d'Alba en Italie. 

### Carrière
En 1947, encore de nationalité italienne, il participe au Tour d'Espagne. Il remporte quatre étapes et termine 8e au classement général et 4e au classement de la montagne. Il se présente ensuite au départ du Tour des Pays-Bas. Échappé avec quatre coureurs lors de la première étape, un pont tournant près de l'arrivée se ferme et bloque leur progression, ce qui permet le retour du peloton. Adriano, vexé, quitte la course le lendemain. La même année, il s'impose sur le Circuit boussaquin devant Raphaël Géminiani. Il est naturalisé français le 7 octobre.

### Retraite sportive
Il raccroche le vélo en 1953 puis déménage au Canada en février 1954. Il finit par ouvrir un restaurant français auquel il se consacre pendant 28 ans, puis devient chauffeur de taxi de nuit.
En 1977, alors chauffeur de taxi, il se fait agresser près de la station de métro Mont-Royal à Montréal par trois individus. L'un des hommes lui place un couteau sous la gorge et lui demande son argent. Félix Adriano réussit à donner un violent coup de coude et de poing à l'homme en question et à faire fuir les agresseurs. Il les poursuit en taxi et les fait arrêter par deux patrouilles arrivées sur les lieux. Il fait pour ceci la une du Journal de Montréal.
Le 28 mars 2014, il est victime d'une chute dans son jardin qui lui occasionne un important traumatisme crânien. Il meurt quelques heures après cet accident.

## Palmarès
- 1944
  - 2e du Grand Prix de Mont-Cauvaire
- 1945
  - Une étape du Circuit de l'Indre
  - 3e du Circuit de l'Indre
- 1946
  - 3e du Grand Prix d'Armagnac
- 1947
  - 9e, 11e, 12e et 20e étapes du Tour d'Espagne
  - Circuit boussaquin
  - 2e du Circuit des cols pyrénéens
  - 8e du Tour d'Espagne
- 1949
  - 3e de Bordeaux-Saintes

## Résultats sur les grands tours

### Tour d'Espagne
2 participations
- 1947 : 8e, vainqueur des 9e, 11e, 12e et 20e étapes
- 1948 : abandon (11e étape)